# Losonckisfalu

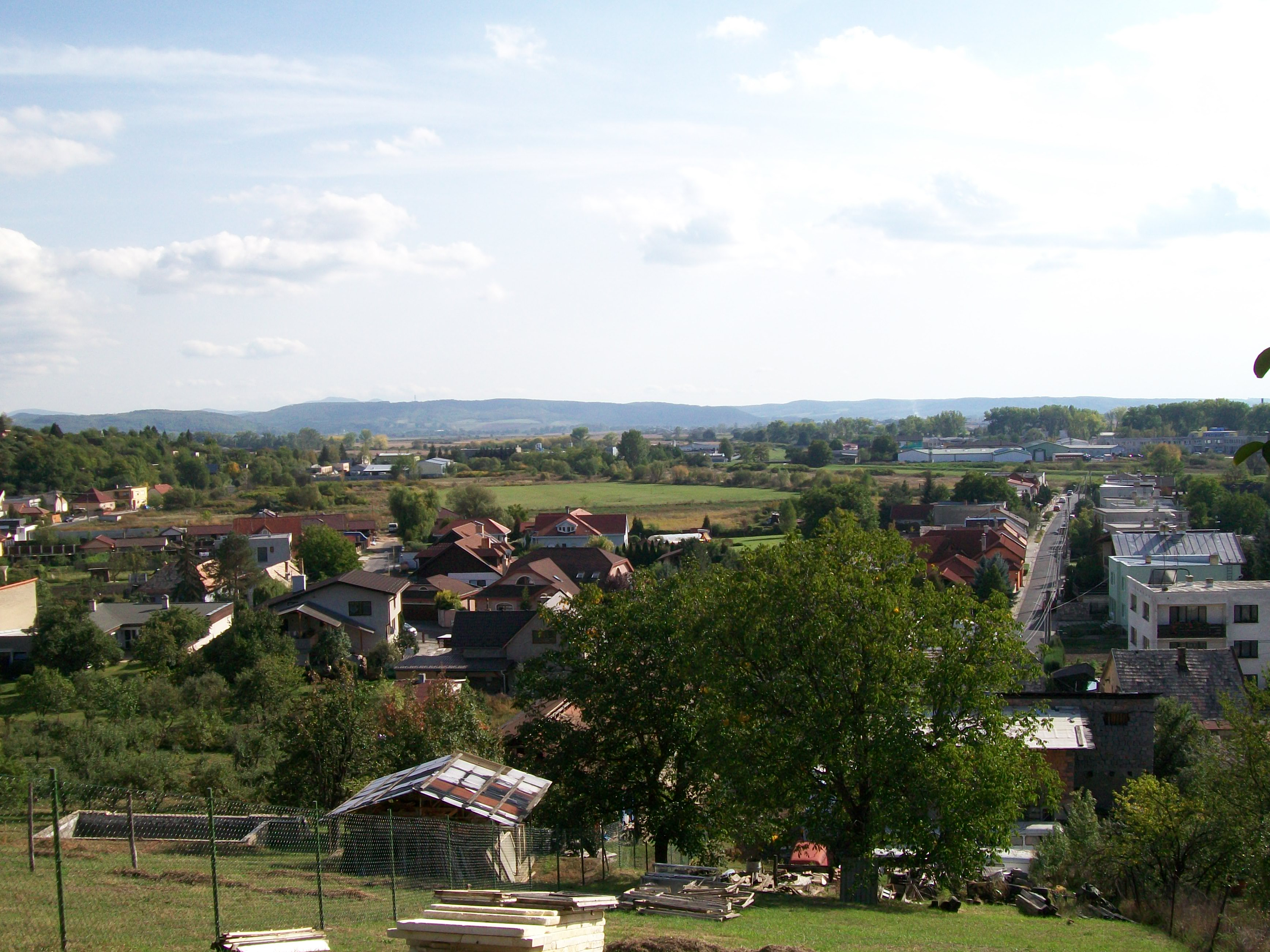
Kilátás a Losonckisfalu részre

Losonckisfalu (szlovákul: Malá Ves) Losonc város része, egykor önálló község Szlovákiában, a Besztercebányai kerület Losonci járásában.

## Fekvése
Losonc központjától 1 km-re keletre, a Kriványi-patak bal partján fekszik.

## Története
A település a 14. században keletkezett. 1552-től a török hódoltság része, 1576-ban a füleki szandzsákhoz tartozott. A 16. század végén elpusztult és csak a 18. században telepítették újra. A Forgách család gácsi uradalmának része volt. A 19. században, 1850-ben a szintén Losonchoz csatolt Tugárhoz tartozott. Losonckisfalut 1891-ben csatolták Losonchoz.
Vályi András szerint "KISFALUD. Magyar falu Nógrád Várm. földes Urai több Uraságok, lakosai külömbfélék, fekszik Losontznak szomszédságában, és annak filiája, határja jól termő."
Fényes Elek szerint „Kisfalud, Nógrád m. puszta, 85 kath. lak.”
1920-ig Losonc részeként Nógrád vármegye Losonci járásához tartozott.

## Nevezetességei
Szecessziós stílusú kastélya.

## Külső hivatkozások
- E-obce.sk Archiválva 2008. szeptember 17-i dátummal a Wayback Machine-ben
- Losonckisfalu Szlovákia térképén